# Museo de Historia Natural de Florida
El Museo de Historia Natural de Florida (en inglés: Florida Museum of Natural History) es el museo estatal de historia natural patrocinado y financiado oficialmente por el gobierno de la Florida al sur de Estados Unidos. Sus principales instalaciones se encuentran en 3215 Hull Road en el campus de la Universidad de Florida en Gainesville, Florida.
El principal centro de exposiciones públicas , Powell Hall y el Centro McGuire adjunto, se encuentran en la Plaza Cultural, que comparte con el museo de Arte Samuel P. Harn y el Centro Curtis M. Phillips de las Artes Escénicas . El centro principal de la investigación y el ex edificio de exposiciones públicas , Dickinson Hall, se encuentra en el lado este del campus , en la esquina del Museo Road y Newell Drive .